# Babe (Take That)
Babe è il quarto singolo dei Take That estratto dal loro secondo album Everything Changes, terzo singolo del gruppo a raggiungere la prima posizione della classifica inglese.

## Tracce
Singolo 7" vinile Regno Unito (Limited Edition)
1. Babe – 4:57
2. All I Want Is You – 3:21

Singolo CD Regno Unito
1. Babe (Return Remix) – 4:55
2. All I Want Is You – 3:20

Singolo CD Regno Unito (Limited Edition)
1. Babe – 4:57
2. It Only Takes a Minute – 3:47
3. Give Good Feeling – 4:25

Singolo maxi CD
1. Babe – 4:57
2. All I Want Is You – 3:21
3. Pray (Recorded Live on the Advision Mobile Studio) – 6:33
4. Give Good Feeling (Recorded Live on the Advision Mobile Studio) – 3:52